# Spring Breakin’ (2022)
Spring Breakin’ (2022) – specjalny odcinek cotygodniowego programu NXT. Odbył się 3 maja 2022 w WWE Performance Center w Orlando w stanie Floryda. Emisja była przeprowadzana na żywo za pośrednictwem USA Network.
W odcinku odbyło się pięć walk. W walce wieczoru, Bron Breakker pokonał Joe Gacy’ego i obronił NXT Championship.

## Produkcja i rywalizacje
Spring Breakin’ oferowało walki profesjonalnego wrestlingu z udziałem wrestlerów należących do brandu NXT. Wyreżyserowane rywalizacje (storyline’y) były kreowane podczas cotygodniowych gal NXT. Wrestlerzy są przedstawieni jako heele (negatywni, źli zawodnicy i najczęściej wrogowie publiki) i face’owie (pozytywni, dobrzy i najczęściej ulubieńcy publiki), którzy rywalizują pomiędzy sobą w seriach walk mających budować napięcie. Kulminacją rywalizacji jest walka wrestlerska lub ich seria.

### Bron Breakker vs. Joe Gacy
5 kwietnia na odcinku NXT, po udanej obronie NXT Championship przez Brona Breakkera, Joe Gacy pojawił się na TitanTronie i porwał ojca Breakkera, Ricka Steinera. W następnym tygodniu, Gacy spalił pierścień WWE Hall of Fame Steinera. Breakker spędził cały odcinek NXT z 19 kwietnia na poszukiwaniu Gacy’ego. Pod koniec odcinka, Breakker znalazł Gacy’ego na szczycie hali. Breakker mógł otrzymać pierścień Hall of Fame swojego ojca pod jednym warunkiem: Breakker musiał bronić mistrzostwa NXT przeciwko Gacy’emu na Spring Breakin’. Następnie Gacy powiedział: „Musisz wykonać skok wiary”, zanim zepchnie Breakkera z hali. Breakker został otoczony przez druidów Gacy’ego, gdy NXT zniknęło z anteny.

### Cameron Grimes vs. Carmelo Hayes vs. Solo Sikoa
Na NXT Stand & Deliver, Carmelo Hayes stracił NXT North American Championship na rzecz Camerona Grimesa w pięcioosobowym ladder matchu. 12 kwietnia na odcinku NXT, po tym jak Grimes zachował tytuł przeciwko Solo Sikorze, został zaatakowany przez Hayesa i Tricka Williamsa. W następnym tygodniu, po walce Hayesa, Hayes oświadczył, że podczas Spring Breakin’ odbierze NXT North American Championship od Grimesa. Gdy Grimes i Hayes patrzyli na siebie, pojawił się Sikoa i zaatakował Hayesa i Williamsa. Później tej nocy, Triple Threat match między tą trójką o tytuł zaplanowano na Spring Breakin’.

### Cora Jade i Nikkita Lyons vs. Lash Legend i Natalya
12 kwietnia na odcinku NXT, Natalya wróciła do NXT, by pozornie życzyć dobrej przyszłości Corze Jade, tylko po to, by powiedzieć jej, że przyszłość jest ponura. Następnie założyła na Jade sharpshooter i stała nad nią. 26 kwietnia, po tym, jak Nikkita Lyons pokonała Lash Legend, Natalya i Legend zaatakowały Lyons, dopóki Jade jej nie obroniła. Później tej nocy na Spring Breakin’ zaplanowano Tag Team match, w którym Lyons i Jade zmierzą się z Natalyą i Legend.

### The Creed Brothers vs. The Viking Raiders
12 kwietnia na odcinku NXT, The Creed Brothers (Brutus Creed i Julius Creed) wyeliminowali trzy drużyny, ale byli ostatnią drużyną wyeliminowaną w Gauntlet matchu o zwakowany NXT Tag Team Championship. 26 kwietnia, Roderick Strong namówił The Creed Brothers, aby odwrócili losy i ustalił ich walkę przeciwko The Viking Raiders (Erik i Ivar) ze SmackDown na Spring Breakin'.

### Nathan Frazer vs. Grayson Waller
26 kwietnia na odcinku NXT, Nathan Frazer miał zmierzyć się z Guru Raajem w debiutanckim pojedynku, tylko po to, by Grayson Waller zaatakował Raaja. Następnie Waller kpił z Frazera, po czym zwrócił uwagę na obecnych studentów Chase University. Następnie Frazer przedstawił Wallera, a członek Chase U, Andre Chase, nazwał to „chwilą do nauczenia”. Później tej nocy ogłoszono, że Frazer zmierzy się z Wallerem na Spring Breakin’.

### Segment z Tonym D’Angelo i Santosem Escobarem
19 kwietnia na odcinku NXT, dwóch zakapturzonych mężczyzn kosztowało wygraną Santosa Escobara. W następnym tygodniu, mężczyźni walczyli z Legado Del Fantasma (Joaquin Wilde i Cruz Del Toro) podczas walki Tony’ego D’Angelo, pozwalając Escobarowi zaatakować D’Angelo na zewnątrz ringu, powodując jego przegraną. Później tej nocy ujawniono, że zakapturzeni mężczyźni to Channing "Stacks" Lorenzo i Troy "Two Dimes" Donovan. Ogłoszono również, że D’Angelo i Escobar spotkają się podczas Spring Breakin’.

## Wyniki walk
| Nr                                 | Wyniki | Stypulacje                                            | Czas  |
| ---------------------------------- | --- | ----------------------------------------------------- | ----- |
| 1                                  | Cameron Grimes (c) pokonał Solo Sikoę i Carmelo Hayesa (z Trick Williamsem) poprzez pinfall                  | Triple Threat match o NXT North American Championship | 14:06 |
| 2                                  | Nathan Frazer (z Chase U (Andre Chasem and Bodhim Haywardem)) pokonał Graysona Wallera poprzez pinfall       | Singles match                                         | 12:45 |
| 3                                  | Cora Jade i Nikkita Lyons pokonały Natalyę i Lash Legend poprzez pinfall                                     | Tag Team match                                        | 13:28 |
| 4                                  | The Creed Brothers (Brutus Creed i Julius Creed) pokonali The Viking Raiders (Erika i Ivara) poprzez pinfall | Tag Team match                                        | 12:58 |
| 5                                  | Bron Breakker (c) pokonał Joe Gacy’ego poprzez pinfall                                                       | Singles match o NXT Championship                      | 11:03 |
| (c) – mistrz/mistrzyni przed walką | |                                                       |       |